# Anton Kazakow
Anton Ołeksandrowycz Kazakow, ukr. Антон Олександрович Казаков (ur. 8 listopada 2004) – ukraiński snookerzysta.
Do grona zawodowców dostał się w 2022 roku wygrywając WSF Junior Championship co zaskutkowało dwuletnią kartą do Main Touru na sezon 2022/2023 i 2023/2024.

## Występy w turniejach w całej karierze
| Ranking               | [ a ] | [ b ] |
| Turnieje rankingowe   |       |       |
| Championship League   | A     | RR    |
| European Masters      | A     | LQ    |
| British Open          | A     | LQ    |
| Northern Ireland Open | A     | LQ    |
| UK Championship       | A     | LQ    |
| Scottish Open         | A     | LQ    |
| English Open          | A     | LQ    |
| World Grand Prix      | DNQ   | DNQ   |
| Shoot Out             | A     | 1R    |
| German Masters        | A     | LQ    |
| Welsh Open            | A     | LQ    |
| Players Championship  | DNQ   |       |
| Turkish Masters       | A     |       |
| Tour Championship     | DNQ   |       |
| Mistrzostwa Świata    | LQ    |       |

| Legenda tabeli wyników              | Legenda tabeli wyników       | Legenda tabeli wyników                     | Legenda tabeli wyników                                                              | Legenda tabeli wyników                     | Legenda tabeli wyników                     |
| ----------------------------------- | ---------------------------- | ------------------------------------------ | ----------------------------------------------------------------------------------- | ------------------------------------------ | ------------------------------------------ |
| LQ                                  | odpadnięcie w kwalifikacjach | #R                                         | odpadnięcie we wczesnej fazie turnieju (WR = runda dzikich kart, RR = faza grupowa) | QF                                         | przegrana w ćwierćfinale                   |
| SF                                  | przegrana w półfinale        | F                                          | przegrana w finale                                                                  | W                                          | zwycięstwo                                 |
| DNQ                                 | nie zakwalifikował/a się     | A                                          | nie brał/a udziału                                                                  | WD                                         | zrezygnował/a w trakcie turnieju           |
| Legenda oznaczeń w tabelach wyników |                              |                                            |                                                                                     |                                            |                                            |
| NH / Nie roz.                       | NH / Nie roz.                | Turniej nie odbył się.                     | Turniej nie odbył się.                                                              | Turniej nie odbył się.                     | Turniej nie odbył się.                     |
| NR / Nie-rank.                      | NR / Nie-rank.               | Turniej nie był zaliczany jako rankingowy. | Turniej nie był zaliczany jako rankingowy.                                          | Turniej nie był zaliczany jako rankingowy. | Turniej nie był zaliczany jako rankingowy. |
| R / Rank.                           | R / Rank.                    | Turniej był zaliczany jako rankingowy.     | Turniej był zaliczany jako rankingowy.                                              | Turniej był zaliczany jako rankingowy.     | Turniej był zaliczany jako rankingowy.     |
| MR / Minor-Rank.                    | MR / Minor-Rank.             | Turniej był zaliczany jako minor ranking.  | Turniej był zaliczany jako minor ranking.                                           | Turniej był zaliczany jako minor ranking.  | Turniej był zaliczany jako minor ranking.  |